# Виноградник Теофіл Ілліч
Теофіл Ількович Виноградник ( нар. 2 березня 1932  — пом. 7 жовтня 2010)  — український педагог, юрист, краєзнавець, журналіст за покликанням, просвітянин, громадський діяч.

## Життєпис
Народився 2 березня 1932 року в селі Русові Снятинського району Івано-Франківської області в сім’ї Іллі та Євдокії Виноградник. Батько працював стельмахом, а мати була домогосподаркою. У 1944 році закінчив місцеву школу, де його першим вчителем був Іван Федорак, народний учитель, талановитий письменник. Продовжив навчання в сусідніх Красноставській та Стецівській школах.

### Трудова діяльність
У 1951 році після закінчення педагогічних курсів працює вчителем у Русівську школу.
З 1951 по 1953 роки проходив військову службу, навчався в офіцерській школі міста Буйнакськ. Отримав військове звання лейтенант.
Після звільнення в запас працював учителем у Красноставській школі, інструктором Снятинського райкому комсомолу, учителем Підвисоцької школи.
У 1956 році вступив на навчання до Харківського юридичного інституту, який закінчив 1960 року.
Після закінчення вищого навчального закладу працював слідчим в Івано-Франківському міському відділі внутрішніх справ. Протягом чотирьох років був інструктором з політико-виховної роботи, начальником відділу кадрів.
З 1969 року займав посаду заступника начальника міського відділу, а з 1970-го його призначають начальником Івано-Франківського (тепер Тисменицького) районного відділу міліції. Район був складний, об’єднував 55 сіл навколо обласного центру. Там працював впродовж дванадцяти років.
1980 року очолював збірний загін з охорони громадського порядку під час проведення «Олімпіади-80».
У травні – червні 1986 року брав участь в ліквідації наслідків аварії на Чорнобильській АЕС.
1982 року його переводять в обласне управління внутрішніх справ заступником начальника відділу, а згодом начальником відділу охорони громадського порядку. Йому присвоєно звання полковника міліції.
У 1988 році вийшов на заслужений відпочинок.

### Громадська робота
Теофіл Виноградник був обраний головою обласного товариства по боротьбі за тверезість. З його ініціативи відновлюються Хрести тверезості, зокрема в селах Устя Снятинського, Залуква Галицького районів. На базі Хреста, який поставлений 1875 року в с. Ясень Рожнятівського району, Київська студія хронікально-документальних фільмів зняла кінофільм.
На базі Івано-Франківщини був проведений Всесоюзний семінар «За здоровий спосіб життя». Т. Виноградника обрали членом Міжнародної Ліги тверезості, він брав участь у Міжнародному форумі «Європа проти алкоголізму і наркоманії», який проходив в Данії.
Обирався депутатом Івано-Франківської районної ради п’яти скликань.
1990 року ветерани управління внутрішніх справ обрали Теофіла Ілліча головою обласної Асоціації «Справедливість».
У вересні 2006 року здійснив перепоховання останків свого першого учителя, письменника Івана Федорака (псевд. Іван Садовий) із Караганди, куди його вивезли 1947 року на спецпоселення, на Україну – в рідне село Русів.
Був членом Всеукраїнської спілки краєзнавців України (1991), Національної спілки журналістів України (2003), ВУТ «Просвіта» ім. Т. Шевченка (2005), Наукового товариства ім. Т. Шевченка (2008).

## Відзнаки та нагороди
Нагороджений урядовими і відомчими нагородами, почесними знаками, грамотами: 
- орденом Богдана Хмельницького
- орденом Архистратига Михаїла
- орденом князя Володимира Великого
- медаллю «Захиснику Вітчизни»
- медаллю «За бездоганну службу» трьох ступенів
- медаллю «50 років Радянської міліції»
- пам’ятними знаками МВС «За сприяння органам внутрішніх справ», «За безпеку народу», пам’ятним годинником Президента України.

Йому присвоєно звання генерал-майора Українського реєстрового козацтва.
За невтомну культурологічну і народознавчу діяльність нагороджений почесними знаками «Звитяга» та «За подвижництво культури на Прикарпатті».
Удостоєний звання лауреата краєзнавчих премій ім. Івана Вагилевича (1999), ім. академіка Івана Крип’якевича (2000) та літературно-мистецької премії  ім. Марка Черемшини (2001).

## Сім’я
Дружина Ірена (до шлюбу Туркевич) *1938 – закінчила Івано-Франківський педагогічний інститут (фізмат) та Київський інститут народного господарства. Тривалий час працювала на заводі "Промприлад", в Облсільгосптехніці.
Дочка Люба *1962 – закінчила Київський національний університет ім. Т. Шевченка, Прикарпатський національний університет ім. В. Стефаника. Практичний психолог.
Син Тарас *1964 – закінчив Львівське пожежно-технічне училище, Тернопільський економічний університет. Директор ТзОВ "Маодот І" в м. Івано-Франківську.

## Друковані праці

### Книжкові видання
- Нащадки Василя Стефаника. – Івано-Франківськ: Нова Зоря, 2001. – 152 с.
- Садовий І. Ф. Безіменні плугатарі: Повісті, п’єси / Упоряд. та передм. Т. І. Виноградника. – К.: Веселка, Видавництво імені Олени Теліги, 2003. – 591 с.: іл. – (Повернення із забуття).
- Великої правди Учитель. – Снятин: ПрутПринт, 2004. – 128 с. + 12 с. вкл. – (Скарби отчої землі).
- Франко в житті Стефаника. – Івано-Франківськ: Тіповіт, 2006. – 232 с.
- Великої правди Учитель. Кн. 2. Дорога у зоряний світ. – Снятин: ПрутПринт, 2007. – 208 с.: [20] с. іл. – (Скарби отчої землі).
- Словом та пером: Публіцистичні нариси, статті. – Снятин: ПрутПринт, 2008. – 408 с.: [32] с. іл.
- Іван Федорак. Мій шлях: Спогад / Упоряд. і авт. передм. Т. Виноградник. – Снятин: ПрутПринт, 2009. – 328 с.

### Окремі творчі публікації
- Стефаникова приятельська любов / Західний кур’єр. – 1991. – 23 травня.
- А з віч, як з свічки, скапує сльоза / Прикарпатська парвда. – 1994. – 7 травня.
- Юрист. Педагог. Письменник / Голос Покуття. – 1994. – 18 травня.
- Хрести тверезості. Пам’ятники і реальність / Галичина. – 1995. – 27 вересня.
- Людину таланту і сумної долі / Рідна земля. – 2000. – травень.
- Хай квітне місто над Прутом / Голос Покуття. – 2000. – 20 жовтня.
- Кирило Стефаник – знавець і охоронець батьківської спадщини / Голос Покуття. – 2001. – 6 квітня.
- Громадсько-політична діяльність Івана Вагмлевича / Голос Покуття. – 2001. – 31 серпня.
- Освітлена сім’я Гамораків / Голос Покуття. – 2001. – 12 жовтня.
- Освітянин і письменник з Покуття / Західний кур’єр. – 2004. – 25 листопада.
- З когорти великих педагогів / Голос Покуття. – 2007. – 19–258 жовтня.
- Василь Стефаник та Михайло Павлик: До 155-річчя від дня народження М. Павлика / Вечірній Івано-Франківськ. – 2008. – 12 квітня.